# Aldo Dávila
Aldo Iván Dávila Morales (Ciudad de Guatemala, 20 de septiembre de 1977) es un activista LGBT y político guatemalteco que ejerció como diputado en el Congreso de Guatemala desde enero de 2020 hasta enero de 2024.

## Primeros años
Aldo Dávila nació en la Ciudad de Guatemala, capital del país centroamericano, en el seno de una familia católica. Sus estudios primarios los desarrolló en un colegio evangélico cercano al domicilio familiar en la colonia Saravia (zona 5). Siendo el mayor de 3 hermanos, se quedó huérfano de padre a los 14 años, lo que le llevó a ser el principal sustento masculino de su hogar. Durante su adolescencia sufrió acoso escolar por parte de sus compañeros y el personal docente debido a su orientación sexual.

## Actividad política
Desde 2010 fue presidente de la asociación LGBT Gente Positiva. En 2019 encabezó la candidatura por el Distrito Central al Congreso de Guatemala en las elecciones de ese año como miembro de Winaq, partido fundado por Rigoberta Menchú. Es el primer político abiertamente gay y el primer miembro seropositivo elegido para el Congreso.  Asumió su cargo parlamentario el 14 de enero de 2020, convirtiéndose en el único miembro abiertamente LGBT de la legislatura, ya que Sandra Morán, la primera diputada LGBT de Guatemala, no postuló para la reelección.
En marzo de 2020 el presidente guatemalteco Alejandro Giammattei calificó de "esperpento" a Dávila tras una polémica por las cifras de muertes por COVID-19 durante la pandemia por coronavirus y el posible baile de cifras debido a la confusión por los fallecimientos por neumonía atípica.
En junio de 2023, el candidato presidencial Manuel Villacorta lo presentó como su posible ministro de Trabajo y Previsión Social en caso de ganar las elecciones generales de 2023.
Pese a que Guatemala es un país altamente conservador, Dávila se convirtió en uno de los diputados más populares en la historia reciente de Guatemala.